# Konsthall Tornedalen

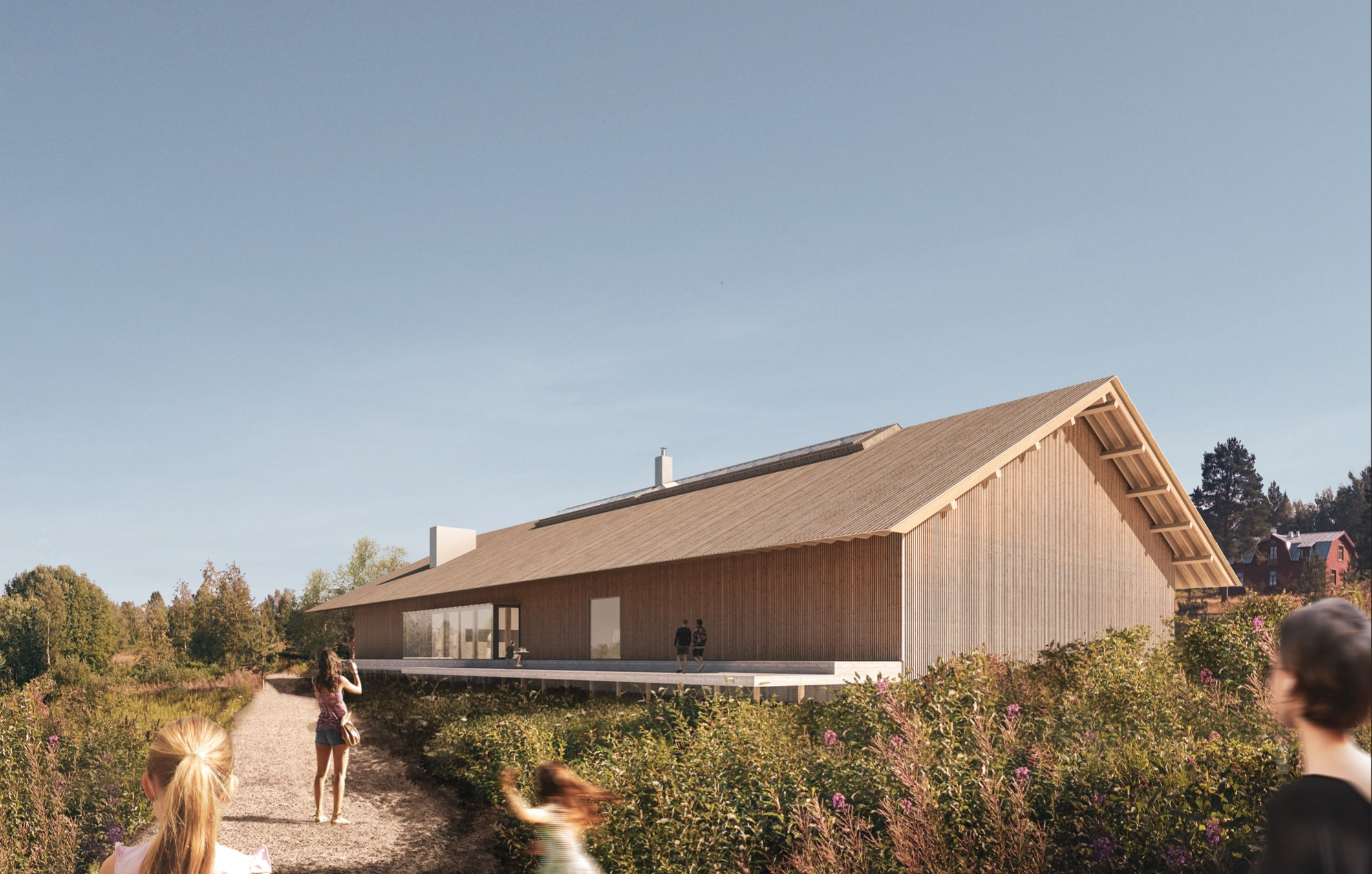
Konsthall Tornedalen, digital rendering

Konsthall Tornedalen planeras byggas i Vitsaniemi, en utflyktsby i Tornedalen strax söder om polcirkeln. Konsthallen kommer verka inom besöksnäringen med inriktning mot upplevelsen av natur och kultur. 
Konsthallen byggs alldeles invid Torne älv och angränsar alltså till Finland.  Arkitekter är Anssi Lassila och Teemu Hirvilammi från Helsingfors. Initiativtagare till projektet är kuratorn Gunhild Stensmyr.
Theodor Ringborg, tidigare konstnärlig ledare på Bonniers konsthall med doktorandexamen från Goldsmiths, University of London, har anställts som vd från mars 2023.